# Condado de Page (Virgínia)
O Condado de Page é um dos 95 condados do Estado americano de Virgínia. A sede do condado é Luray, e sua maior cidade é Luray. O condado possui uma área de 819 km² (dos quais 8 km² estão cobertos por água), uma população de 23 177 habitantes, e uma densidade populacional de 29 hab/km² (segundo o censo nacional de 2000).